# Lauren German
Lauren Christine German (født 29. november 1978) er en amerikansk skuespiller. Hun havde sin første store rolle i filmen A Walk to Remember fra 2002, hvor hun spillede Belinda. I 2016 begyndte hun at spille med i tv-serien Lucifer, hvor hun spiller kriminalbetjenten Chloe Decker.